# Theodōros Mperios
Theodōros Mperios (in greco Θεόδωρος Μπέριος?; Atene, 21 marzo 1989) è un calciatore greco, difensore dello Xenofon Krestenon.

## Biografia
Anche suo padre Ilias è stato un calciatore.

## Carriera

### Club
Il 21 agosto 2012 viene acquistato a titolo definitivo dalla squadra greca del PAS Giannina.